# Viktor Turk
Viktor Turk, slovenski rimskokatoliški duhovnik, * 13. oktober 1891, Dolenjske Toplice, † 24. oktober 1943, Grčarice.

## Življenjepis
Rodil se je očetu Andreju in materi Ani (rojeni Legan). Po šolanju v gimnaziji je vstopil v semenišče in bil nato 22. junija 1925 posvečen v duhovnika. Najprej je kot kaplan služil v Gorjah pri Bledu, potem v Cerkljah na Gorenjskem in nato v Cerknici. Leta 1932 je začel službo župnika v župniji Novo Mesto - Šmihel. Leta 1938 je bil imenovan za župnika v Begunjah pri Cerknici.
V času druge svetovne vojne, predvsem zaradi revolucionarne aktivnosti leta 1942 so ljudje v Begunjah ustanovili vaško stražo. Po italijanski kapitulaciji so 15. septembra 1943 partizani napadli. Nekateri viri poročajo, da je takrat k vdaji partizanom svetoval tudi župnik Vinko Turk. Po predaji so partizani zajeli branilce in jih odpeljali v zapore v Ribnico, od tam pa naprej v Kočevje. Zasliševali so ga 28. septembra 1943, takrat naj bi bilo zaprtih 758 mož in fantov. Ob približevanju nemške vojske so se partizani z zaporniki umaknili v Ribnico. Župnik Turk je v času zaporov kot dober risar nekatere sozapornike portretiral, nekatere risbe so se ohranile in bile objavljene v ljubljanskem dnevniku Slovenski dom 18. decembra 1943. Večino žrtev so likvidirali, ohranil se je spisek 37 imen, ki jih je zapisal Viktor Turk, večina je bila usmrčena na Mačkovcu, Jelenovem žlebu in Grčaricah. V nedeljo, 24. oktobra so ob osmih zjutraj odpeljali Viktroja Turka in stiškega redovnika p. Placida Grebenca ter ju odvedli na kraj usmrtitve, ker naj strelov ne bi bilo slišati, sklepajo, da sta bila usmrčena z noži.
22. avgusta 1944 so izkopali skupino žrtev iz Grčaric, med njimi tudi župnika Turka. Pokopali so ga 18. avgusta 1944 na Žalah pri Ljubljani.